# Nduka Odizor
Nduka Odizor (* 9. August 1958 in Lagos) ist ein ehemaliger nigerianischer Tennisspieler.

## Leben
Odizor wuchs in Nigeria auf und wurde im Alter von 15 Jahren von Robert Wren entdeckt. Dieser finanzierte ihm ein Studium an der University of Houston. Er wurde drei Mal in die Bestenauswahl All-American und 1981 von seiner Universität zum Athleten des Jahres gewählt. Im selben Jahr stand er sowohl im Einzel als auch im Doppel im Halbfinale der NCAA-Meisterschaften. Er beendete sein Studium mit einem Abschluss in Marketing und wurde Anfang der 1980er Jahre Tennisprofi.
1982 gewann er das Challenger-Turnier von Tokio, zudem stand er im Finale des Challenger-Turniers von Benin City. Im Jahr darauf konnte er in Taipeh seinen einzigen Einzeltitel auf der ATP World Tour erringen. Im selben Jahr gewann er an der Seite von Van Winitsky in Dallas seinen ersten Doppeltitel. In der Folge spielte er  über mehrere Jahre erfolgreich mit David Dowlen, zusammen gewannen sie vier Doppeltitel und standen vier weitere Male in einem Finale. Nach einem mit einem Doppeltitel und einer Halbfinalteilnahme im Einzel recht erfolgreichen Jahr auf der ATP World Tour 1985 folgten mehrere Jahre, in denen Oduke hauptsächlich auf der Challenger-Tour spielte. 1986 gewann er erneut das Challenger-Turnier von Benin City, sowie den Einzel- wie auch den Doppeltitel von Lagos. Nach weiteren Einzel- und Doppeltiteln in den folgenden Jahren gelangen ihm 1990 noch einmal zwei Titelgewinne auf der ATP World Tour.
Insgesamt gewann Odizor im Laufe seiner Karriere sieben Doppeltitel, fünf weitere Male stand er in einem Doppelfinale. Seine höchste Notierung in der Tennis-Weltrangliste erreichte er 1984 mit Position 52 im Einzel und Position 20 im Doppel.
Sein bestes Einzelergebnis bei einem Grand-Slam-Turnier war das Erreichen des Achtelfinales von Wimbledon 1983. Sein bestes Resultat in der Doppelkonkurrenz war die Viertelfinalteilnahme bei den US Open im selben Jahr.
Odizor spielte zwischen 1986 und 1993 22 Einzel- sowie elf Doppelpartien für die nigerianische Davis-Cup-Mannschaft. Während dieser Zeit konnte sich Nigeria nie für die Weltgruppe qualifizieren. 1988 traf Nigeria in der Europa-Gruppe auf Österreich, bei der 0:5-Niederlage unterlag Odizor sowohl gegen Horst Skoff als auch gegen Thomas Muster. Bei den Olympischen Sommerspielen 1988 trat er im Einzel und im Doppel für Nigeria an. Er unterlag in der ersten Runde Robert Seguso und auch im Doppel war an der Seite von Tony Mmoh die erste Runde gegen die Franzosen Guy Forget und Henri Leconte Endstation.
Odizor lebt in Houston, Texas. Er ist verheiratet und hat einen Sohn.

## Erfolge
| Legende                       |
| Grand Slam                    |
| Tennis Masters Cup            |
| ATP Masters Series            |
| ATP International Series Gold |
| ATP International Series (8)  |
| ATP Challenger Tour (22)      |

### Einzel

#### Turniersiege

##### ATP Tour
| Nr. | Datum            | Turnier | Belag   | Finalgegner | Ergebnis      |
| --- | ---------------- | ------- | ------- | ----------- | ------------- |
| 1.  | 7. November 1983 | Taipeh  | Teppich | Scott Davis | 6:4, 3:6, 6:4 |

##### Challenger Tour
| Nr. | Datum              | Turnier        | Belag     | Finalgegner           | Ergebnis      |
| --- | ------------------ | -------------- | --------- | --------------------- | ------------- |
| 1.  | 5. April 1982      | Tokio          | Sand      | Jim Gurfein           | 6:4, 3:6, 6:1 |
| 2.  | 20. September 1982 | Thessaloniki   | Sand      | Gianni Ocleppo        | 6:3, 7:6      |
| 3.  | 21. November 1983  | Benin City (1) | Hartplatz | Ferrante Rocchi       | 6:4, 6:2      |
| 4.  | 19. November 1984  | Benin City (2) | Hartplatz | Alessandro De Minicis | 6:2, 6:2      |
| 5.  | 18. Februar 1985   | Lagos (1)      | Sand      | Thomas Muster         | 6:3, 6:2      |
| 6.  | 24. Februar 1986   | Lagos (2)      | Sand      | Marcel Freeman        | 6:2, 6:3      |
| 7.  | 17. November 1986  | Benin City (3) | Hartplatz | Tony Mmoh             | 7:6, 6:2      |
| 8.  | 24. November 1986  | Ogbe           | Hartplatz | Andrew Castle         | 7:5, 6:4      |
| 9.  | 7. Mai 1990        | Kuala Lumpur   | Hartplatz | Sláva Doseděl         | 6:3, 3:6, 6:3 |

### Doppel

#### Turniersiege

##### ATP Tour
| Nr. | Datum              | Turnier      | Belag     | Partner              | Finalgegner                      | Ergebnis      |
| --- | ------------------ | ------------ | --------- | -------------------- | -------------------------------- | ------------- |
| 1.  | 28. Februar 1983   | Monterrey    | Teppich   | David Dowlen         | Andy Andrews John Sadri          | 3:6, 6:3, 6:4 |
| 2.  | 12. September 1983 | Dallas       | Teppich   | Van Winitsky         | Steve Denton Sherwood Stewart    | 6:3, 7:5      |
| 3.  | 7. Mai 1984        | Forest Hills | Sand      | David Dowlen         | Ernie Fernández David Pate       | 7:6, 7:5      |
| 4.  | 8. Oktober 1984    | Tokio        | Hartplatz | David Dowlen         | Mark Dickson Steve Meister       | 6:7, 6:4, 6:3 |
| 5.  | 9. Dezember 1985   | Sydney       | Hartplatz | David Dowlen         | Wally Masur Broderick Dyke       | 6:4, 7:6      |
| 6.  | 1. Januar 1990     | Adelaide     | Hartplatz | Andrew Castle        | Alexander Mronz Michiel Schapers | 7:6, 6:2      |
| 7.  | 8. Oktober 1990    | Tel Aviv     | Hartplatz | Christo van Rensburg | Ronnie Båthman Rikard Bergh      | 6:3, 6:4      |

##### Challenger Tour
| Nr. | Datum              | Turnier        | Belag     | Partner                | Finalgegner                        | Ergebnis      |
| --- | ------------------ | -------------- | --------- | ---------------------- | ---------------------------------- | ------------- |
| 1.  | 20. September 1982 | Thessaloniki   | Sand      | John Feaver            | Peter Bastiansen Michael Mortensen | 7:6, 7:6      |
| 2.  | 21. November 1983  | Benin City (1) | Hartplatz | Haroon Ismail          | Jacques Hervet Thierry Pham        | 7:6, 7:6      |
| 3.  | 5. März 1984       | Bahrain        | Hartplatz | David Dowlen           | Marty Davis Larry Stefanki         | 7:6, 4:6, 6:3 |
| 4.  | 19. November 1984  | Benin City (2) | Hartplatz | Tony Mmoh              | Menno Oosting Mark Wooldridge      | kampflos      |
| 5.  | 1. Dezember 1986   | Ikeja (1)      | Sand      | Tony Mmoh              | Yahiya Doumbia Mike Smith          | 6:4, 7:6      |
| 6.  | 26. Oktober 1987   | Bergen         | Sand      | Ben Testerman          | Jan Gunnarsson Michael Mortensen   | 6:3, 6:4      |
| 7.  | 29. August 1988    | Azoren         | Hartplatz | Éric Winogradsky       | Charles Merzbacher Otis Smith      | 6:4, 6:4      |
| 8.  | 28. November 1988  | Ogbe           | Hartplatz | Jean-Philippe Fleurian | Frank Rieker John Schmitt          | 6:4, 6:2      |
| 9.  | 1. Dezember 1988   | Ikeja (2)      | Sand      | Jean-Philippe Fleurian | Srinivasan Vasudevan Marc Walder   | 6:3, 6:7, 6:3 |
| 10. | 12. Juni 1989      | Dijon          | Teppich   | Paul Wekesa            | Brad Pearce Greg Van Emburgh       | 6:4, 6:2      |
| 11. | 7. Mai 1990        | Kuala Lumpur   | Hartplatz | Paul Wekesa            | Jonathan Canter Bruce Derlin       | 6:3, 6:4      |
| 12. | 8. Juli 1991       | Bristol        | Rasen     | Michiel Schapers       | Paul Hand Branislav Stankovič      | 4:6, 7:5, 7:6 |
| 13. | 22. Juli 1991      | Aptos          | Hartplatz | Bryan Shelton          | Miguel Nido Fernando Roese         | 6:4, 6:3      |

#### Finalteilnahmen
| Nr. | Datum            | Turnier    | Belag       | Partner      | Finalgegner                     | Ergebnis      |
| --- | ---------------- | ---------- | ----------- | ------------ | ------------------------------- | ------------- |
| 1.  | 26. März 1984    | Boca Raton | Hartplatz   | David Dowlen | Mark Edmondson Sherwood Stewart | 6:4, 1:6, 4:6 |
| 2.  | 2. April 1984    | Houston    | Sand        | David Dowlen | Pat Cash Paul McNamee           | 5:7, 6:4, 3:6 |
| 3.  | 27. Oktober 1985 | Melbourne  | Teppich (i) | David Dowlen | Brad Drewett Matt Mitchell      | 6:4, 6:7, 4:6 |
| 4.  | 22. Februar 1988 | Metz       | Teppich     | Rill Baxter  | Jaroslav Navrátil Tom Nijssen   | 2:6, 7:6, 6:7 |